# Chthonius nanus
Chthonius nanus es una especie de arácnido, descrita por Max Beier en 1953, del orden Pseudoscorpionida de la familia Chthoniidae. Ninguna subespecie aparece en el Catalogue of Life.

## Distribución geográfica
Se encuentra en Italia.